# Іскалієв Нажамеден Іксанович
Нажамеден Іксанович (Іхсанович) Іскалієв (5 вересня 1941, село Байбек Красноярського району Астраханської області, РРФСР, СРСР — 5 грудня 2023) — казахський і радянський діяч, дипломат, Надзвичайний і Повноважний Посол Казахстану. Член ЦК КПРС у 1990—1991 роках. Депутат Верховної Ради Казахської РСР 11-го скликання. Депутат Верховної Ради СРСР 11-го скликання (1987—1989). Народний депутат СРСР (1989—1991). Член-кореспондент Міжнародної кадрової академії при ЮНЕСКО (1999).

## Біографія
Народився 5 вересня 1941 в селі Байбек Астраханської області РРФСР.
У 1958 році закінчив Астраханське педагогічне училище.
З 1958 року — вчитель у Красноярському районі Астраханської області.
У 1966 році закінчив Казахський сільськогосподарський інститут.
Член КПРС з 1966 року.
У 1966—1972 роках — агроном-насінник, головний агроном радгоспу «Таловський» Казахської РСР.
У 1972—1974 роках — начальник Джанибецького районного сільськогосподарського управління Уральської області Казахської РСР.
З 1974 року — 1-й заступник начальника Уральського обласного управління сільського господарства Казахської РСР.
У 1980 році закінчив Академію народного господарства при Раді міністрів СРСР.
У 1980—1983 роках — начальник Талди-Курганського обласного управління сільського господарства Казахської РСР.
У 1983—1985 роках — 1-й секретар Талди-Курганського районного комітету КП Казахстану Талди-Курганської області.
У 1985—1986 роках — 1-й заступник голови виконавчого комітету Уральської обласної ради народних депутатів — голова обласного агропромислового комітету.
13 червня 1986 — 7 вересня 1991 року — 1-й секретар Уральського обласного комітету КП Казахстану.
Одночасно в січні 1990 — лютому 1992 року — голова Уральської обласної ради народних депутатів.
З лютого 1992 по січень 1993 року — голова Західно-Казахстанської обласної адміністрації Республіки Казахстан.
З січня по листопад 1993 року — голова Кокчетавської обласної адміністрації Республіки Казахстан.
У 1993—1994 роках — радник Прем'єр-міністра Казахстану.
У лютому 1994 — лютому 1997 року — Надзвичайний і Повноважний Посол Казахстану в Узбекистані та Таджикистані (за сумісництвом).
У лютому 1997 — травні 1999 року — Надзвичайний і Повноважний Посол Казахстану в Україні та Молдові (за сумісництвом).
У липні 1999 — липні 2003 року — заступник голови виконавчого комітету СНД від Республіки Казахстан.
З жовтня 2003 року — голова ради директорів акціонерного товариства «Уральськоблгаз» Казахської РСР.
Помер 5 грудня 2023 року на 83-му році життя.

## Нагороди
- Орден Дружби народів
- Орден «Знак Пошани»
- Заслужений працівник дипломатичної служби Республіки Казахстан
- Почесний громадянин міста Уральська (2014)